# UFC 62
UFC 62: Liddell vs. Sobral è stato un evento di arti marziali miste tenuto dalla Ultimate Fighting Championship il 26 agosto 2006 al Mandalay Bay Events Center di Las Vegas, Stati Uniti.

## Retroscena
Jamie Varner avrebbe dovuto affrontare Spencer Fisher, ma quest'ultimo diede forfait una ventina di giorni prima dell'evento e venne sostituito con Hermes Franca.
Josh Neer doveva vedersela con Thiago Alves, ma il brasiliano si ammalò e venne rimpiazzato con Nick Diaz.
Dopo l'incontro perso contro Forrest Griffin il lottatore Stephan Bonnar venne trovato positivo all'utilizzo di steroidi anabolizzanti, e di conseguenza venne multato e sospeso per nove mesi.

## Risultati

### Card preliminare
- Incontro categoria Pesi Medi:  Yushin Okami contro  Alan Belcher

Okami sconfisse Belcher per decisione unanime (30–27, 30–27, 29–28).
- Incontro categoria Pesi Mediomassimi:  Cory Walmsley contro  David Heath

Heath sconfisse Walmsley per sottomissione (strangolamento da dietro) a 2:32 del primo round.
- Incontro categoria Pesi Mediomassimi:  Wilson Gouveia contro  Wes Combs

Gouveia sconfisse Combs per sottomissione (strangolamento da dietro) a 3:23 del primo round.
- Incontro categoria Pesi Mediomassimi:  Rob MacDonald contro  Eric Schafer

Schafer sconfisse MacDonald per sottomissione (strangolamento triangolare) a 2:26 del primo round.

### Card principale
- Incontro categoria Pesi Leggeri:  Hermes Franca contro  Jamie Varner

Franca sconfisse Varner per sottomissione (armbar) a 3:31 del terzo round.
- Incontro categoria Pesi Massimi:  Cheick Kongo contro  Christian Wellisch

Kongo sconfisse Wellisch per KO (ginocchiata) a 2:51 del primo round.
- Incontro categoria Pesi Welter:  Nick Diaz contro  Josh Neer

Diaz sconfisse Neer per sottomissione (kimura) a 1:42 del terzo round.
- Incontro categoria Pesi Mediomassimi:  Forrest Griffin contro  Stephan Bonnar

Griffin sconfisse Bonnar per decisione unanime (30-27, 30-27, 30-27).
- Incontro per il titolo dei Pesi Mediomassimi:  Chuck Liddell (c) contro  Renato Sobral

Liddell sconfisse Sobral per KO Tecnico (pugni) a 1:35 del primo round e mantenne il titolo dei pesi mediomassimi.